# Movistar Música
Movistar Música fue un canal de televisión por suscripción musical peruano, producido por Media Networks Latin America en exclusiva para Movistar TV. Se caracterizó de la difusión de la música nacional. Inició transmisiones el 11 de julio de 2016. El 10 de diciembre de 2020, el canal cesó sus transmisiones.

## Historia
Movistar Música inicio transmisiones el 11 de julio de 2016 en los diales 17 (SD) y 717 (HD) de Movistar TV como un canal exclusivo de la operadora. Contó en el curado de canciones a Lucho Quequezana y Miki González. En abril de 2017, Movistar Música cambió de número a los diales 11 (SD) y 711 (HD) reemplazando a RBC Televisión debido a la incertidumbre de la estabilidad del canal. El 18 de diciembre de 2017, Movistar Música cambió de posición hacia los diales 15 (SD) y 715 (HD) por el ingreso de Exitosa TV al mismo paquete de la operadora.
Para incrementar su programación de artistas musicales, en 2018 se realizó una campaña musical en las playas litorales de la Panamericana Sur que reunió a 16 músicos. Mientras que en 2019, mientras se lanzó la casa discográfica que lleva su nombre en España, apostó en realizar un festival musical del rock peruano.
El canal emitía algunos partidos de las Eliminatorias Sudamericanas a Qatar 2022 cuando había encuentros en simultáneos y no había espacio para emitirlos en la señal principal de Movistar Deportes.
Movistar Música finalizó sus emisiones el 10 de diciembre de 2020, tiempo después fue reemplazado por Movistar Eventos, un canal que solo emite determinados eventos deportivos.

## Programas
- Jammín
- Acceso total
- Lado B
- Amplificados
- Solo
- Frenéticos
- Sesiones desde El Centro
- Los 5 más votados

## Rostros del canal
- Jhovan Tomasevich
- "El Marshall"
- Silvana Cañote
- Mera de la Rosa
- Gala Brie